# 艾倫·M·桑拿級驅逐艦
艾倫·M·桑拿級驅逐艦（英語：Allen M. Sumner class destroyer，或常簡稱為桑拿級）是美國海軍於二次世界大戰中建造的58艘驅逐艦艦級，另有12艘改成佈雷驅逐艦（destroyer minelayer）。此級和前級佛萊契爾級相比，有很大改變，換裝雙聯裝主砲，雙舵，以及加強防空武力。後來本級加長以後就成了基靈級。
此級各艦全部都是在二次大戰期間中建造（1943年至1945年間），在大戰中被擊沈4艘，一艘損壞過重解體，其他的後來經過現代化以後，在美國海軍服役到1970年代，其中有29艘後來又賣給盟友海軍（主要是撤往台灣的中華民國）繼續使用。同級艦中只有21號艦拉菲號（USS Laffey DD-724）被保存在美國南卡羅來納州查爾斯頓的愛國岬（Patriots Point）作為紀念艦博物館使用。

## 背景及設計
早在佛萊契爾級設計完成時，就被提出若干缺點，包含使用背負式砲塔以及高的艦橋和射控系統結構造成重心過高問題，防空火力不足，必須在船底安放壓艙抵消過大的上部裝備重量等問題。將軍會議很快就提出了2100噸級，安裝當時還在開發中的雙聯裝5吋砲以及背負式 1.1吋防空砲的設計。到了1941年7月，建造維修局（Bureau of Construction and Repair）提出了數種設計，並建議三座砲塔，兩組雙聯裝40mm砲以及5支魚雷發射管的提案，並以歐洲戰場並沒有發生魚雷戰為由佐證減少魚雷發射管的理由。然而將軍會議並不接受，仍然維持兩座五連裝魚雷管的設計。最後保留10門魚雷發射管的提案在1942年4月通過。
完成前又有多個修改，包括1943年時提出在艦橋下方裝設戰情中心（CIC），以及改裝四聯裝40mm砲，以及更多防空機砲。最後完成的是艦橋前方兩座背負式雙聯裝砲塔，兩座五聯裝魚雷發射管，12門40mm以及11門20mm，6個深水炸彈投射機及兩座投放軌，增加的重量使設計的航速無法達成，而航程也比不上前級。另外此級前方裝兩座各約50噸重的主砲塔，也使得她比先前的各級有前方過重傾向，惡劣海象時比較難復原。本級為了操控性，特將前級的單一舵改成雙舵。

## 同級艦
以下幾艘在二次大戰中損失：
- DD-695 古柏號（英语：USS Cooper） (1944年12月奧爾摩灣被日本驅逐艦竹號擊沈)
- DD-726 梅雷迪思號（英语：USS Meredith (DD-726)） (1944年6月在猶他海灘巡邏時觸雷沈沒, 就役僅三個月)
- DD-733 曼納·L·阿貝爾號（英语：USS Mannert L. Abele） (1945年4月12日遭櫻花特攻機命中沈沒)
- DD-741 德雷克斯勒號（英语：USS Drexler） (1945年5月28日被神風特攻隊撞沈)

受損過重放棄修理：
- DD-774 休·W·哈德里號 (1945年5月10日連續遭日本特攻攻擊,返航後除役)

紀念艦：
- DD-724 拉菲號（在沖繩戰役中被神風特攻自殺機擊中六次和被炸彈轟炸四次卻仍未沉沒，被譽為不死艦）